# Ken Read
Kenneth John „Ken“ Read (* 6. November 1955 in Ann Arbor, Michigan) ist ein ehemaliger kanadischer Skirennläufer. Er war insbesondere in Abfahrten erfolgreich.

## Biografie
Read wuchs in Calgary auf. Er begann im Alter von drei Jahren mit dem Skifahren und nahm mit acht Jahren erstmals an einem Wettbewerb teil. In den 1970er Jahren bildete er zusammen mit Jim Hunter, Dave Irwin, Dave Murray, Steve Podborski und Todd Brooker die so genannten Crazy Canucks.
Am 7. Dezember 1975 gewann Read mit der Abfahrt in Val-d’Isère sein erstes Weltcuprennen. Dies war zugleich der erste Sieg eines nordamerikanischen Läufers in einer Abfahrt in der Geschichte des Weltcups. Zwei Monate später wurde er bei den Olympischen Winterspielen in Innsbruck Fünfter in der Abfahrt. Dem Sieg in Val-d’Isère ließ er vier weitere Siege folgen, zuletzt im Januar 1980 in Wengen.
Am 6. Januar 1979 siegte Read in der Abfahrt von Morzine mit 0,45 s Vorsprung auf seinen Landsmann Steve Podborski, doch wurde ihm dieser Erfolg aberkannt, weil sein Rennanzug – nach einer Kontrolle in Bern – nur halb so luftdurchlässig war als im Reglement vorgeschrieben; somit wurde Podborski der Sieg zugesprochen und alle übrigen im Klassement rückten um einen Rang nach vorne.
Die Saison 1979/80 war mit zwei Siegen und dem zweiten Platz im Abfahrtsweltcup (hinter Peter Müller) seine erfolgreichste Saison. In seiner letzten aktiven Rennsaison 1982/83 erzielte er noch in Val-d’Isère den zweiten Platz und in Kitzbühel den dritten Platz.
1978 erhielt Read die Lou Marsh Trophy als Kanadas Sportler des Jahres, 1991 den Order of Canada. Von 2002 bis 2008 war er Präsident des kanadischen Skiverbandes. Sein jüngerer Bruder Jim Read war ebenfalls Skirennläufer, genauso wie seine Söhne Erik (* 1991) und Jeffrey (* 1997).

## Erfolge

### Olympische Spiele
- Innsbruck 1976: 5. Abfahrt

### Weltmeisterschaften
- Innsbruck 1976: 5. Abfahrt
- Schladming 1982: 14. Abfahrt

### Weltcupwertungen
| Saison  | Gesamt | Gesamt | Abfahrt | Abfahrt | Kombination | Kombination |
| Saison  | Platz  | Punkte | Platz   | Punkte  | Platz       | Punkte      |
| ------- | ------ | ------ | ------- | ------- | ----------- | ----------- |
| 1974/75 | 49.    | 5      | –       | –       | –           | –           |
| 1975/76 | 24.    | 34     | 9.      | 28      | 11.         | 6           |
| 1976/77 | 58.    | 1      | –       | –       | –           | –           |
| 1977/78 | 11.    | 47     | 4.      | 56      | –           | –           |
| 1978/79 | 22.    | 61     | 4.      | 75      | –           | –           |
| 1979/80 | 11.    | 79     | 2.      | 79      | –           | –           |
| 1980/81 | 38.    | 42     | 12.     | 42      | –           | –           |
| 1981/82 | 17.    | 65     | 6.      | 65      | –           | –           |
| 1982/83 | 23.    | 76     | 8.      | 69      | 26.         | 7           |

### Weltcupsiege
Read errang 14 Podestplätze, davon 5 Siege:
| Datum             | Ort         | Land       | Disziplin |
| ----------------- | ----------- | ---------- | --------- |
| 7. Dezember 1975  | Val-d’Isère | Frankreich | Abfahrt   |
| 11. Februar 1978  | Morzine     | Frankreich | Abfahrt   |
| 10. Dezember 1978 | Schladming  | Österreich | Abfahrt   |
| 12. Januar 1980   | Kitzbühel   | Österreich | Abfahrt   |
| 18. Januar 1980   | Wengen      | Schweiz    | Abfahrt   |

### Weitere Erfolge
Read gewann sechs kanadische Meistertitel:
- Abfahrt 1975, 1976, 1978, 1979, 1980
- Kombination 1978